# Le Balzar

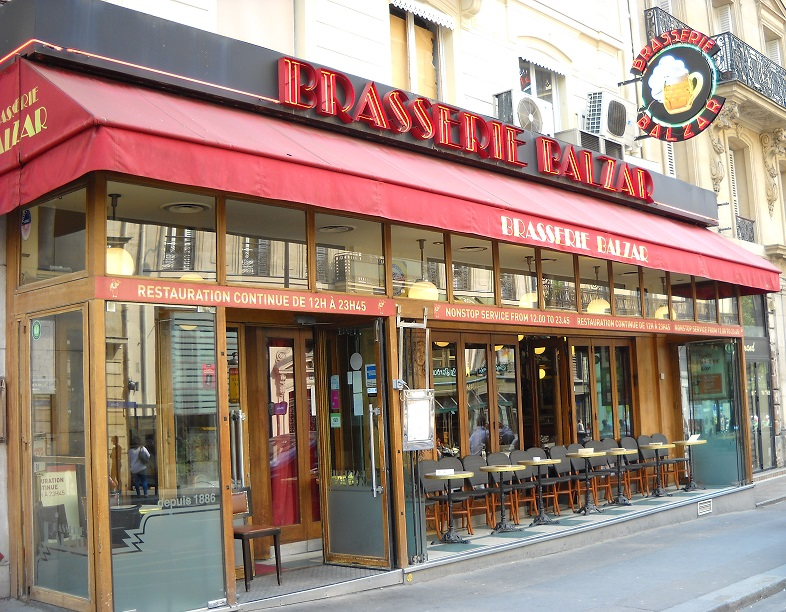
Brasserie Le Balzar (extérieur).

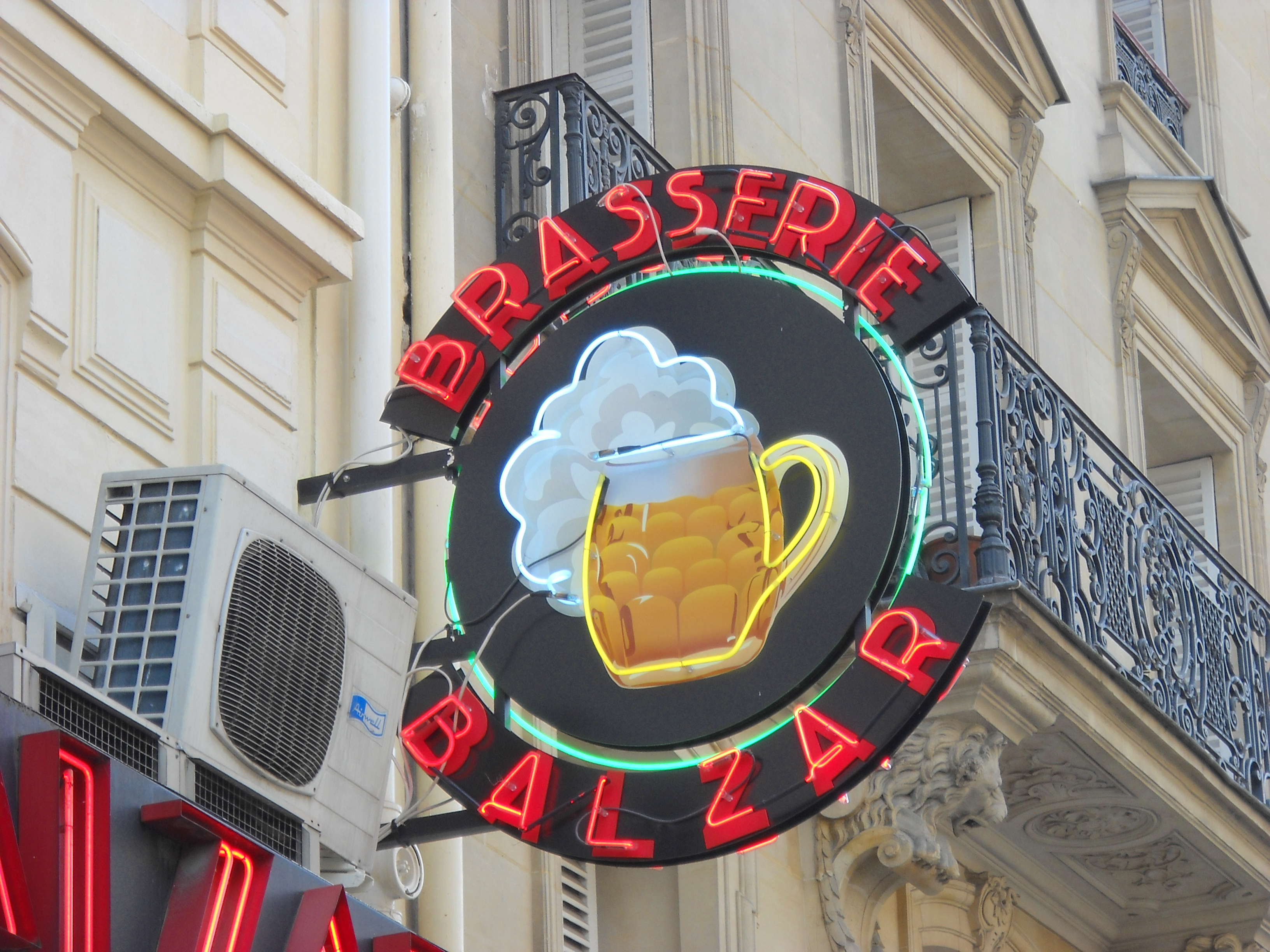
Enseigne-logo du Balzar.

Le Balzar est une brasserie située dans le Quartier latin au 49, rue des Écoles, dans le 5e arrondissement de Paris. Elle a été créée aux alentours des années 1890-1895 par Amédée Balzar.

## Histoire
Le Balzar naît en 1894 entre Sorbonne, Collège de France et les facultés de médecine et de droit. Le Picard Amédée Balzar y ouvre un estaminet.
Il le revend quelques années plus tard au propriétaire de la brasserie Lipp, Marcelin Cazes. Cazes s'entoure de l'architecte Art déco Joseph Madeline, lequel modifie le lieu en aménageant carrelage, globes d'opaline, tables de bois brut, boiseries sombres et banquettes de moleskine. D'immenses miroirs sont apposés. Cet établissement est  baptisé Le Petit Lipp (1931), en comparaison au véritable Lipp du 151, boulevard Saint-Germain (6e arrondissement).
Parmi les habitués d'après 1945 figurent les écrivains Albert Camus, Simone de Beauvoir et André Malraux. Plus tard, on pourra y croiser l'historien Jean Tulard, les hommes politiques Jacques Toubon, Václav Havel et Mário Soares. La proximité des salles de cinéma attire Louis Malle ou Johnny Depp. Walter Kohn en est un habitué à chacun de ses passages à Paris, où il rencontre ses disciples. Hélène Cixous et Jacques Derrida s'y sont rencontrés.
La renommée du lieu n'est pas liée à la cuisine, mais à un personnel de salle entretenant « un rapport très particulier avec les clients, fait d'un mélange précieux de nonchalance, d'ironie et de gentillesse » qui lui donne son âme.
En 1961, la famille Cazes passe la main. Charles et Genevieve Marolleau (venus de Bordeaux) l’acquièrent puis leurs fils Jean-Claude (en 1968) prend la succession secondée par Colette Marolleau son épouse. Plus tard, le Basque Jean-Pierre Egurreguy l'acquiert en 1987.
En 1998, la brasserie Le Balzar se verra intégrée au Groupe Flo, non sans un conflit avec le personnel et les habitués du lieu,,. Le groupe Flo le revend en 2018 à Alain Grandière.
Les chefs récents ont été Christian René puis Brice Lefort. En 2012, c'était Aurélien Bonin.